# Piz Trovat
Piz Trovat är en bergstopp i Schweiz.   Den ligger i regionen Maloja och kantonen Graubünden, i den östra delen av landet, 200 km öster om huvudstaden Bern. Toppen på Piz Trovat är 3 146 meter över havet, eller 145 meter över den omgivande terrängen. Bredden vid basen är 1,2 km. Piz Trovat ingår i Bernina.
Terrängen runt Piz Trovat är huvudsakligen bergig, men åt nordost är den kuperad. Närmaste större samhälle är Poschiavo, 11,2 km sydost om Piz Trovat. 
Trakten runt Piz Trovat består i huvudsak av gräsmarker. Runt Piz Trovat är det glesbefolkat, med 18 invånare per kvadratkilometer.